# Nikon D3100
Nikon D3100 — цифровий дзеркальний фотоапарат аматорського рівня компанії Nikon, представлений 19 серпня 2010 року. Являє собою нащадка моделі D3000. У модельному ряду Nikon, знаходиться між D3000 і D5000.
Функція D-Movie дає змогу записувати відеоролики високої чіткості й фотографувати об'єкти в русі. Удосконалена система обробки зображення EXPEED 2 від Nikon підвищує ефективність 14,2-мегапіксельного CMOS датчика і забезпечує отримання чітких зображень із яскравими кольорами. Модель D3100 легка як для дзеркальної фотокамери.

## Відмінності відNikon D3000
- Режим LiveView
- Удосконалена система обробки зображення EXPEED 2
- Можливість відеозйомки
- Нова 14,2-мегапіксельна КМОН-матриця замість 10,2-мегапіксельною ПЗЗ
- Автоматична компенсація хроматичних аберацій
- Знижено вагу.

## Основні функції
- 14,2-мегапіксельний CMOS сенсор зображення формату Nikon DX дає змогу отримувати реалістичні зображення з яскравими кольорами, зниженим рівнем шуму та плавними тональними переходами.
- Система обробки зображень EXPEED 2 забезпечує розширені можливості записування відеороликів, високу чутливість і максимальну якість зображення.
- Висока світлочутливість ISO (100-3200) з можливістю розширення до 12800 одиниць: автоматичний режим ISO та можливість підвищення світлочутливості вручну до значення ISO 12800 за допомогою параметра Hi2. Дає змогу використовувати менші значення витримки, значно скорочуючи ризик розмиття зображень під час зйомки об'єктів, що швидко рухаються, або в умовах слабкого освітлення.
- Режим «ПРОВІДНИК»: швидкі та прості у використанні вбудовані підказки. Запитує, яке саме зображення ви хочете зняти, і автоматично оптимізує настройки для досягнення відмінних результатів. Приклади зображень відображаються на екрані, і ви можете бачити, як зміниться зображення після застосування рекомендованих настройок.
- D-Movie — повноформатна відеозйомка високої чіткості (1920 x 1080): зйомка чудових відеороликів високої чіткості зі звуком. Великий датчик зображення та висока чутливість ISO фотокамери забезпечують виключну якість зображень. Об'єктиви NIKKOR можна використовувати для створення кінематографічних ефектів. Крім того, ви маєте можливість виконувати базове редагування відеороликів безпосередньо у фотокамері, видаляючи сцени або зберігаючи певні кадри як фотознімки.
- «Живий» перегляд із функцією автоматичного вибору сюжету полегшує компонування зображень за допомогою РК-монітора. Система автоматичного вибору сюжету визначає оптимальний режим для сюжету та об'єкта, які потрібно зняти, а режим безперервного автофокусування дає змогу тримати об'єкти у фокусі, не натискаючи кнопку спуску затвора.
- Великий 3-дюймовий (7,5 см) РК-монітор із високою роздільною здатністю забезпечує простий перегляд основної інформації фотокамери, а перегляд і редагування знімків і відео приносять справжнє задоволення.
- Надчітка 11-точкова система автофокусування забезпечує швидкий і точний автофокус по всьому кадру. Чотири режими автофокусування, включно з АФ із 3D-стеженням за об'єктом, забезпечують вражаючі результати, навіть якщо об'єкт зйомки віддалений від центру, швидко рухається або поводиться непередбачувано.
- Функція Active D-Lighting автоматично зберігає деталі зображення в надмірних і затінених ділянках, даючи змогу отримувати дивовижні знімки з природною контрастністю.
- Функція Picture Control дає змогу налаштувати вигляд і настрій зображень перед зйомкою. На вибір є 6 параметрів: «Стандартний», «Яскравий», «Нейтральний», «Монохромний», «Портрет» і «Пейзаж».
- Розширені вбудовані функції редагування дають змогу редагувати та вдосконалювати знімки й відео безпосередньо у фотокамері. У вашому розпорядженні такі технічні прийоми, як усунення ефекту «червоних очей» і швидке ретушування, а також низка ефектів фільтрів.
- Подвійна вбудована система захисту від пилу: системи очищення датчика зображення та контролю потоків повітря не дозволяють пилу потрапляти на датчик зображення фотокамери, забезпечуючи створення чистих зображень без цяток.
- Легкий корпус і надзвичайно ергономічний дизайн: камера міцно утримується в руці, завдяки чому з нею зручно працювати. Спеціальні елементи керування для функцій, які часто використовуються (наприклад, «Живий перегляд», D-Movie та спуск затвора), перетворюють роботу з фотокамерою на справжнє задоволення.

## Комплектація
Nikon D3100 запропоновано в семи варіантах комплектації:
- без об’єктива
- з об’єктивом AF‑S DX NIKKOR 18–55 мм VR (зі стабілізатором)
- з об’єктивом AF‑S DX NIKKOR 18–55 мм II
- з об’єктивом AF‑S DX NIKKOR 18–105 мм VR (зі стабілізатором)
- з двома об’єктивами: ширококутним AF‑S DX NIKKOR 18–55 мм VR та телеоб’єктивом AF‑S DX NIKKOR 55–200 мм VR
- з двома об’єктивами: ширококутним AF‑S DX NIKKOR 18–55 мм II та телеоб’єктивом AF‑S DX NIKKOR 55–200 мм
- з двома об’єктивами: ширококутним AF‑S DX NIKKOR 18–55 мм VR та телеоб’єктивом AF‑S DX NIKKOR 55–300 мм